# Jeferson Moreira
Jeferson Sgnaolin Moreira (Passo Fundo, 27 settembre 1965) è un cavaliere brasiliano.

## Biografia
Nato nel 1965 a Passo Fundo, nel Brasile meridionale, ha iniziato a praticare l'equitazione a livello agonistico nel 1990, a 25 anni.
A 42 anni ha partecipato ai Giochi olimpici di Pechino 2008, arrivando 39º nel completo individuale su Escudeiro con 55.90 nel dressage, 50.80 nel cross country e quattro penalità nel salto ostacoli e 10º nel completo a squadre, sempre su Escudeiro, insieme ad André Paro, Marcelo Tosi e Saulo Tristão, con 334.10.